# Sandra Soldan
Pour les articles homonymes, voir Soldan.
Sandra Soldan née le 27 décembre 1973 à Rio de Janeiro au Brésil est une triathlète professionnelle, championne du monde d'aquathlon en 2002.

## Biographie
Sandra Soldan a fini 11e aux Jeux olympiques de Sydneys en 2000.

## Palmarès
Le tableau présente les résultats les plus significatifs (podium) obtenus sur le circuit international de triathlon depuis 2002,.
| Année | Compétition                                      | Pays    | Position           | Temps           |
| ----- | ------------------------------------------------ | ------- | ------------------ | --------------- |
| 2010  | Championnats panaméricains longue distance       | Brésil  | Médaille d'or      | 4 h 8 min 46 s  |
| 2004  | Coupe du monde - l'étape de Cancún               | Mexique | Médaille de bronze | 2 h 6 min 24 s  |
| 2003  | Coupe panaméricains - l'étape de Vila Velha      | Brésil  | Médaille d'or      | 2 h 5 min 1 s   |
| 2002  | Championnats du monde d'aquathlon                | Mexique | Médaille d'or      | 0 h 33 min 23 s |
| 2002  | Coupe panaméricains - l'étape de Puerto Vallarta | Mexique | Médaille d'or      | 2 h 15 min 34 s |
| 2002  | Coupe panaméricains - l'étape de Vila Velha      | Brésil  | Médaille d'or      | 2 h 17 min 57 s |
| 2002  | Jeux d'Amérique du Sud                           | Brésil  | Médaille d'argent  | 2 h 4 min 28 s  |